# Florence Pernel
Florence Pernel (Parijs, 30 juni 1962) is een Franse actrice. Pernel is het meest bekend door haar werk in Trois couleurs: Bleu (1993) en Trois couleurs: Blanc (1994). Ook speelde ze in Una vita scellerata in 1990.

## Biografie
Pernel werd geboren op 30 juni 1962 in Parijs, Frankrijk.
Pernel begon op vroege leeftijd als junior model, in navolging van haar modelmoeder. Ook speelde Pernel op jonge leeftijd in Franse reclames. Op 7-jarige leeftijd speelde Pernel in haar eerste tv-film genaamd Plein Soleil.
Ze is sinds 2005 getrouwd met documentairemaker Patrick Rotman. Samen hebben ze twee kinderen genaamd Paul en Tina.

## Filmografie

### Films
| Jaar | Titel                                                                       | Rol                       |
| ---- | --------------------------------------------------------------------------- | ------------------------- |
| 1973 | Plein soleil                                                                | Vanina                    |
| 1980 | Tarendol                                                                    | Marie                     |
| 1980 | Girls                                                                       | N/A                       |
| 1980 | Le coeur à l'envers                                                         | Pauline                   |
| 1981 | Allons z'enfants                                                            | Zezette                   |
| 1981 | L'examen                                                                    | Nadine Jolivet            |
| 1981 | Le voleur d'enfants                                                         | Marcelle                  |
| 1982 | Salut... j'arrive!                                                          | N/A                       |
| 1982 | Que les gros salaires lèvent le doigt!                                      | Odile, Joeuf's daughter   |
| 1990 | Il y a des jours... et des lunes                                            | La secrétaire             |
| 1990 | Una vita scellerata                                                         | Catherine                 |
| 1990 | The Man Inside                                                              | Angel                     |
| 1990 | De mémoire de rose                                                          | N/A                       |
| 1991 | Mauvaise fille                                                              | Rose                      |
| 1992 | Les enfants du naufrageur                                                   | N/A                       |
| 1992 | La femme de l'amant                                                         | Adèle                     |
| 1993 | La cavale des fous                                                          | Fabienne                  |
| 1993 | L'écrivain public                                                           | Martine                   |
| 1993 | Trois couleurs: Bleu                                                        | Sandrine                  |
| 1994 | Le bateau de mariage                                                        | Mauve                     |
| 1994 | Trois couleurs: Blanc                                                       | Sandrine                  |
| 1994 | Rapt à crédit                                                               | N/A                       |
| 1995 | L'amour en prime                                                            | Philippine                |
| 1995 | Les hommes et les femmes sont faits pour vivre heureux... mais pas ensemble | Clara                     |
| 1995 | L'homme aux semelles de vent                                                | Jeanne Bardey             |
| 1997 | Si je t'oublie Sarajevo                                                     | Sophie                    |
| 1997 | Mon amour                                                                   | Marion Couderc            |
| 1997 | En brazos de la mujer madura                                                | Bobi                      |
| 1997 | Vive la République!                                                         | Solange                   |
| 1997 | Violetta la reine de la moto                                                | Amélie                    |
| 1997 | Paroles d'hommes                                                            | N/A                       |
| 1999 | Egy tél az Isten háta mögött                                                | Lina                      |
| 2000 | Yoyes                                                                       | Hélène                    |
| 2000 | La vache et le président                                                    | Sarah                     |
| 2000 | La femme de mon mari                                                        | Diane                     |
| 2003 | À la petite semaine                                                         | Laurence                  |
| 2003 | Agathe                                                                      | Agathe                    |
| 2003 | L'adorable femme des neiges                                                 | Lucie                     |
| 2004 | Le voyageur sans bagage                                                     | Valentine Renaud          |
| 2004 | Je serai toujours près de toi                                               | Anne                      |
| 2005 | Bel Ami                                                                     | Madeleine                 |
| 2005 | Une vie en retour                                                           | Tania                     |
| 2005 | Jaurès, naissance d'un géant                                                | Séverine                  |
| 2005 | Éliane                                                                      | Éliane                    |
| 2006 | Je t'aime à te tuer                                                         | Béatrice                  |
| 2006 | Monsieur Léon                                                               | Irène                     |
| 2007 | Marie Humbert, le secret d'une mère                                         | Marie Humbert             |
| 2007 | Le fantôme de mon ex                                                        | Julia                     |
| 2007 | La boîte à images                                                           | Marie-Jo Fargeau          |
| 2007 | La mémoire de l'eau                                                         | N/A                       |
| 2008 | Françoise Dolto, le désir de vivre                                          | Jenny                     |
| 2008 | De sang et d'encre                                                          | Julie Martial             |
| 2008 | Un type dans le genre de Napoléon                                           | N/A                       |
| 2009 | Le coach                                                                    | La femme du parc          |
| 2010 | L'autre Dumas                                                               | Ida Ferrier Dumas         |
| 2010 | Le désamour                                                                 | Laura                     |
| 2011 | La Conquête                                                                 | Cécilia Sarkozy           |
| 2011 | Louis XI, le pouvoir fracassé                                               | Anne de France            |
| 2012 | Le dindon                                                                   | Lucienne Vatelin          |
| 2012 | Nom de code: Rose                                                           | Laurence De Seznac        |
| 2013 | 3 Femmes en colère                                                          | Marion                    |
| 2014 | Crime en Aveyron                                                            | Elisabeth Richard         |
| 2014 | La clef des champs                                                          | Romane                    |
| 2014 | Crime en Lozère                                                             | Elisabeth Richard         |
| 2015 | Au revoir... et à bientôt!                                                  | Lila Garfin               |
| 2015 | Crime à Aigues-Mortes                                                       | Elisabeth Richard         |
| 2016 | Crime à Martigues                                                           | Elisabeth Richard         |
| 2017 | Retour en Bourgogne                                                         | Chantal, la mère d'Alicia |
| 2017 | Crime dans les Alpilles                                                     | Elisabeth Richard         |
| 2018 | Un mensonge oublié                                                          | Catherine Bricourt        |
| 2018 | Crime dans le Luberon                                                       | Elisabeth Richard         |
| 2019 | Let's Dance                                                                 | Directrice Durant         |
| 2019 | Crime dans l'Hérault                                                        | Élisabeth Richard         |

### Korte Films
| Jaar | Titel              | Rol               |
| ---- | ------------------ | ----------------- |
| 1994 | Une belle âme      | N/A               |
| 2018 | Virtual Attraction | Elizabeth Le Sage |

### Series
| Jaar | Titel                              | Rol                       |
| ---- | ---------------------------------- | ------------------------- |
| 1992 | Marie-Galante                      | Marie-Galante             |
| 1994 | Jalna                              | Elise Molly               |
| 1996 | Les Steenfort, maîtres de l'orge   | Margrit Steenfort Feldhof |
| 2002 | Le juge est une femme              | Florence Larrieu          |
| 2002 | Napoléon                           | Madame Tallien            |
| 2003 | Les Thibault                       | Thérèse de Fontanin       |
| 2005 | Lagardère                          | Ines de Nervers           |
| 2005 | Commissaire Cordier                | Élizabeth Peyrac          |
| 2005 | Vérité oblige                      | Marion Kaplan             |
| 2007 | Le clan Pasquier                   | Solange                   |
| 2015 | Paris                              | Alice Ardent              |
| 2015 | Mes amis, mes amours, mes emmerdes | Caroline                  |
| 2018 | Caïn                               | Anna Becker               |
| 2018 | Conspiracy of Silence              | Julienne Dougan           |
| 2019 | Sam                                | Mère Allister             |
| 2019 | Le Bazar de la Charité             | Mathilde de Jeansin       |
| 2020 | Léo Mattéï, Brigade des Mineurs    | Karine Legrand            |

## Theater
| Jaar    | Titel                                               | Regisseur               |
| ------- | --------------------------------------------------- | ----------------------- |
| 1999    | Un tramway nommé Désir door Tennessee Williams      | Philippe Adrien         |
| 2001    | La Boutique au coin de la rue door Miklós László    | Jean-Jacques Zilbermann |
| 2007    | La Mémoire de l'eau door Shelagh Stephenson         | Bernard Murat           |
| 2007    | Un type dans le genre de Napoléon door Sacha Guitry | Bernard Murat           |
| 2011-13 | Quadrille door Sacha Guitry                         | Bernard Murat           |
| 2012    | Le Dindon door Georges Feydeau                      | Bernard Murat           |
| 2015    | Le Père door Florian Zeller                         | Ladislas Chollat        |
| 2016    | Maris et Femmes door Woody Allen                    | Stéphane Hillel         |
| 2018-19 | French Suite door Irène Némirovsky                  | Virginie Lemoine        |
| 2019    | Comment ça va? door Stéphane Guérin                 | Raphaëlle Cambray       |

## Prijzen
| Jaar | Prijs    | Categorie                                                        | Resultaat   |
| ---- | -------- | ---------------------------------------------------------------- | ----------- |
| 1994 | Césars   | Meest veelbelovende actrice voor Trois couleurs: Bleu            | Genomineerd |
| 1999 | Molières | Molière van de actrice in een bijrol voor Un tramway nommé Désir | Genomineerd |
| 2002 | Molières | Molière van beste actrice voor La Boutique au coin de la rue     | Genomineerd |

- Bibsys: 10069413
- Bibliothèque nationale de France: cb14048911m (data)
- Gemeinsame Normdatei: 1179380630
- International Standard Name Identifier: 0000 0000 0294 0961
- Library of Congress Control Number: no00021387
- Nationale Bibliotheek van Tsjechië: mub2016913608
- Nationale Bibliotheek van Israël: 987007457201205171
- Réseau des bibliothèques de Suisse occidentale: 02-A011756733
- Système universitaire de documentation: 055738176
- Virtual International Authority File: 14974903
- WorldCat: E39PBJvhvVvGGJkjcKWbyp4Qbd